# 24 mars
24 mars är den 83:e dagen på året i den gregorianska kalendern (84:e under skottår). Det återstår 282 dagar av året.

## Återkommande bemärkelsedagar

### Helgdagar
- Påskdagen firas i västerländsk kristendom för att högtidlighålla Jesu återuppståndelse efter korsfästelsen, året 1940.
- Det forntida Lettland: Kazimiras Diena

## Namnsdagar

### I den svenska almanackan
- Nuvarande – Gabriel och Rafael
- Föregående i bokstavsordning
  - Gabriel – Namnet fanns, som en hedersbetygelse åt ärkeängeln Gabriel, sedan gammalt på 18 mars. 1695 flyttades det till dagens datum och har funnits där sedan dess.
  - Gabrielle – Namnet infördes på dagens datum 1986, men utgick 1993.
  - Gunni – Namnet infördes på dagens datum 1986, men flyttades 1993 till 26 juni och utgick 2001.
  - Rafael – Namnet infördes 1986 på 26 juni, men flyttades till dagens datum 1993 och har funnits där sedan dess.
- Föregående i kronologisk ordning
  - Före 1695 – ?
  - 1695–1900 – Gabriel
  - 1901–1985 – Gabriel
  - 1986–1992 – Gabriel, Gabrielle och Gunni
  - 1993–2000 – Gabriel och Rafael
  - Från 2001 – Gabriel och Rafael
- Källor
  - Brylla, Eva (red.): Namnlängdsboken, Norstedts ordbok, Stockholm, 2000. ISBN 91-7227-204-X
  - af Klintberg, Bengt: Namnen i almanackan, Norstedts ordbok, Stockholm, 2001. ISBN 91-7227-292-9

### Finlandssvenska almanackan
- Nuvarande från 1973[1] – Gabriel, Gabriella
- I föregående revideringar[a][2]
  - 1929–1949 – Gabriel, Gabriella
  - 1950–1972 – Gabriel

## Händelser
- 1603 – När Elisabet I dör utan arvingar efterträds hon som regerande drottning av England och Irland av sin kusin Maria Stuarts son Jakob VI, som sedan 1567 är kung av Skottland och nu alltså även blir kung av England och Irland med regentnamnet Jakob I. Därmed förenas England och Skottland i en personalunion, som ett århundrade senare (1707) ersätts av en realunion, då de båda länderna går samman och bildar kungariket Storbritannien.
- 1715 – Den hessiske arvprinsen Fredrik och den svenske kungen Karl XII:s syster Ulrika Eleonora vigs i Stockholm. Fredrik har förhandlat om giftermål sedan 1710 och bröllopet kommer till sedan både Karl XII och Ulrika Eleonora har gett sitt samtycke. När Ulrika Eleonora efter Karl XII:s död 1718 utropar sig till regerande drottning av Sverige kan hon 1720 överlåta regeringsmakten till Fredrik, som då blir kung av Sverige.
- 1720 – Sedan hans hustru Ulrika Eleonora har abdikerat den 29 februari väljs Fredrik av Hessen-Kassel denna dag av ständerna till kung av Sverige, med regentnamnet Fredrik I. Han kommer att inneha posten i 31 år, men får inte särskilt mycket att säga till om, då Sveriges frihetstida statsskick kraftigt begränsar monarkens makt.
- 1882 – Den tyske läkaren och bakteriologen Robert Koch utger avhandlingen Beiträge zur Ätiologie der Tuberkolose, i vilken han beskriver mykobakterien tuberculosis och framlägger bevis för att denna orsakar lungsjukdomen tuberkulos.
- 1921 – Kvinnliga friidrottsspelen inleds i Monte Carlo. Det är den första internationella friidrottstävlingen för damer.
- 1933 – Tidningen The Daily Express trycks med rubriken "Judea Declares War on Germany" som uppmanar till en judisk bojkott av tyska varor.
- 1976 – Generalen Jorge Videla leder en statskupp i Argentina, genom vilken den sittande presidenten Isabel Perón blir avsatt. Den period på sju år (fram till 1983), då militärdiktatur råder i landet, går till historien som det smutsiga kriget.
- 1989 – Den amerikanska oljetankern Exxon Valdez går på grund i sundet Prince William Sound i Alaska, varvid cirka 42 000 kubikmeter råolja läcker ut i havet i ett av de allvarligaste oljeutsläppen någonsin. Man lyckas endast ta upp 5 procent av oljan ur havet under saneringsarbetet, vilket kommer att pågå under flera år.
- 1997 – 39 medlemmar av den amerikanska domedagssekten Heaven's Gate inleder ett kollektivt självmord i San Diego i Kalifornien, vilket pågår under tre dagar (fram till 26 mars), under vilka medlemmarna dricker en rituell citrusdryck (som bland annat innehåller gift), för att ”rena sina kroppar”, i tron att det från kometen Hale–Bopp, som just då passerar jorden, ska komma ett rymdskepp, som ska föra dem till himlen.
- 1999 – Försvarsalliansen Nato inleder ett två och en halv månader långt bombanfall mot Jugoslavien, sedan den jugoslaviske presidenten Slobodan Milošević har vägrat godkänna det så kallade Rambouilletavtalet, som är en fredsplan för den jugoslaviska Kosovoprovinsen. Detta blir första gången i Natos historia, som organisationen anfaller ett självständigt land.
- 2015 – Ett Germanwingsplan på väg från Barcelona till Düsseldorf kraschar i franska alperna med 150 personer ombord. Se vidare Germanwings Flight 9525!

## Födda
- 1494 – Georgius Agricola, tysk humanist, mineralog och metallurg
- 1607 – Michiel de Ruyter, nederländsk amiral
- 1628 – Sofia Amalia av Braunschweig-Lüneburg, drottning av Danmark och Norge 1648–1670 (gift med Fredrik III)
- 1681 – Georg Philipp Telemann, tysk kompositör
- 1693 – John Harrison, brittisk snickare och urmakare
- 1701 – Lars Schultze, svensk bergmästare och tecknare
- 1725 – Samuel Ashe, amerikansk politiker, guvernör i North Carolina 1795–1798
- 1801 – Immanuel Nobel den yngre, svensk ingenjör, arkitekt, uppfinnare och industriman
- 1804 – John Henry Hubbard, amerikansk politiker, kongressledamot 1863–1867
- 1809 – Joseph Liouville, fransk matematiker
- 1817 – Fritz von Dardel, svensk tecknare och målare
- 1820 – George G. Wright, amerikansk republikansk politiker och jurist, senator för Iowa 1871–1877
- 1834 – William Morris, brittisk formgivare och författare
- 1835 – Jožef Stefan, österrikisk fysiker, matematiker och poet
- 1836 – Eufrosyne Abrahamson, svensk operasångare
- 1851 – Jim Hogg, amerikansk demokratisk politiker, guvernör i Texas 1891–1895
- 1863 – William Sherman Jennings, amerikansk demokratisk politiker, guvernör i Florida 1901–1905
- 1874 – Harry Houdini, ungersk-amerikansk utbrytarkung
- 1879 – Elis Ellis, svensk skådespelare, regissör, kompositör och manusförfattare
- 1884 – Peter Debye, nederländsk-amerikansk fysiker och fysikalisk kemist, mottagare av Nobelpriset i kemi 1936
- 1887 – Roscoe Conkling Arbuckle, amerikansk skådespelare med artistnamnet Fatty Arbuckle
- 1893 – Emmy Göring, tysk skådespelare, gift med Hermann Göring
- 1902 – Thomas Dewey, amerikansk republikansk politiker och jurist, guvernör i staten New York 1943–1954
- 1903 – Adolf Butenandt, tysk biokemist, mottagare av Nobelpriset i kemi 1939
- 1904 – Anna Lindahl, svensk skådespelare
- 1908 – Birgit Åkesson, svensk koreograf och dansare
- 1909 – Clyde Barrow, amerikansk bankrånare
- 1911 – Gabriel Rosén, svensk skådespelare
- 1917 – John Kendrew, brittisk biokemist, mottagare av Nobelpriset i kemi 1962
- 1922 – Marjo Bergman, svensk mannekäng och skådespelare
- 1926 – Dario Fo, italiensk författare, mottagare av Nobelpriset i litteratur 1997
- 1927 – Martin Walser, tysk författare, dramatiker och manusförfattare
- 1930 – Steve McQueen, amerikansk skådespelare, regissör och producent
- 1940 – David Atkinson, brittisk politiker, parlamentsledamot för de konservativa 1977–2005
- 1944
  - R. Lee Ermey, amerikansk militär och skådespelare
  - Donald Manzullo, amerikansk republikansk politiker
- 1945 – Hans Josefsson, svensk operasångare (bas) och skådespelare
- 1946 – Rolf Holmgren, svensk skådespelare och manusförfattare
- 1947 – Ōta Masoko, japansk skådespelare och sångare med artistnamnet Kaji Meiko
- 1952 – Reinhard Genzel, tysk astrofysiker, mottagare av Nobelpriset i fysik 2020
- 1953 – Claes Hultling, svensk narkosläkare, föreläsare och samhällsdebattör
- 1956 – Tomas Tengby, svensk journalist och radiopratare
- 1957
  - Samuel Fröler, svensk skådespelare
  - Michael Weir, brittisk politiker, parlamentsledamot för Skotska nationalistpartiet 2001–2017
- 1960
  - Kelly LeBrock, amerikansk skådespelare
  - Susanne Kerner, tysk sångare med artistnamnet Nena
- 1961 – Maureen O'Toole, amerikansk vattenpolospelare
- 1965 – Mark Calaway, amerikansk fribrottare med artistnamnet The Undertaker
- 1967 – Katia Polletin, österrikisk skådespelare
- 1968 – Torgny Karlsson, svensk jazz- och rockmusiker samt skådespelare med artistnamnet Kingen
- 1970 – Lara Flynn Boyle, amerikansk skådespelare
- 1971 – Albrecht Behmel, tysk författare, historiker och essäist
- 1974 – Alyson Hannigan, amerikansk skådespelare
- 1975 – Thomas Johansson, svensk tennisspelare
- 1976
  - Aliou Cissé, senegalesisk fotbollsspelare
  - Peyton Manning, amerikansk utövare av amerikansk fotboll
- 1978 – Tomáš Ujfaluši, tjeckisk fotbollsspelare
- 1981 – Ron Hainsey, amerikansk ishockeyspelare
- 1982 – James Napier, nyzeeländsk skådespelare
- 1983 – Totte Steneby, svensk barnskådespelare
- 1984
  - Chris Bosh, amerikansk basketspelare
  - Benoît Assou-Ekotto, kamerunsk fotbollsspelare
  - Vesa-Matti Saarakkala, finländsk politiker
- 1986 – Kohei Hirate, japansk racerförare
- 1990 – Frida von Schewen, svensk sångare

## Avlidna
- 1381 – Katarina av Vadstena, 50, svensk saligförklarad birgittinernunna och jungfru, abbedissa i Vadstena kloster sedan 1370-talet
- 1455 – Nicolaus V, 57, påve sedan 1447
- 1603 – Elisabet I, 69, regerande drottning av England och Irland sedan 1558
- 1776 – John Harrison, 83, brittisk snickare och urmakare
- 1794 – Jacques René Hébert, 36, fransk tidningsman och politiker
- 1844 – Bertel Thorvaldsen, 73, dansk skulptör
- 1885
  - Jonas Janzon, 87, svensk präst, andlig vältalare och riksdagsman
  - Jacob Thompson, 74, amerikansk demokratisk politiker, USA:s inrikesminister 1857–1861
- 1888 – John T. Hoffman, 60, amerikansk demokratisk politiker
- 1898 – Per Gustaf Näslund, 70, svensk hemmansägare och riksdagsman
- 1904 – Edwin Arnold, 71, brittisk skald och orientalist
- 1905 – Jules Verne, 77, fransk science fiction-författare
- 1946 – Aleksandr Alechin, 53, rysk schackspelare
- 1948 – Sigrid Hjertén, 62, svensk konstnär
- 1950
  - Alfred Andersson i Fallsberg, 84, svensk lantbrukare och liberal politiker
  - James Rudolph Garfield, 84, amerikansk politiker, USA:s inrikesminister 1907–1909
- 1953 – Mary av Teck, 85, drottning av Storbritannien 1910–1936 (gift med Georg V)
- 1962 – Auguste Piccard, 78, schweizisk fysiker, uppfinnare och upptäcktsresande
- 1965 – Viola Liuzzo, 39, amerikansk medborgarrättsaktivist (mördad)
- 1976
  - Bernard Montgomery, 88, brittisk fältmarskalk
  - Arvid Nilssen, 62, norsk skådespelare
- 1979
  - Yvonne Mitchell, 53, brittisk skådespelare
  - Ole Lund Kirkegaard, 38, dansk författare
- 1980 – Óscar Romero, 62, salvadoransk romersk-katolsk präst, ärkebiskop av San Salvador sedan 1977 (mördad)
- 1980 – Kai Henmark, 48, svensk författare, litteraturkritiker
- 1984 – Sam Jaffe, 93, amerikansk skådespelare
- 1986 – Anders Dahlgren, 60, svensk centerpartistisk politiker, Sveriges jordbruksminister 1976–1978 och 1979–1982
- 2002 – César Milstein, 74, argentinsk-brittisk kemist och molekylärbiolog, mottagare av Nobelpriset i fysiologi eller medicin 1984
- 2005 – Mare Kandre, 42, svensk författare
- 2008
  - Richard Widmark, 93, amerikansk skådespelare
  - Neil Aspinall, 66, brittisk musikproducent, tidig assistent och manager åt The Beatles
- 2009
  - Göran Schildt, 92, finlandssvensk författare
  - Igor Stelnov, 46, rysk ishockeyspelare
- 2010 – Robert Culp, 79, amerikansk skådespelare, regissör och författare
- 2011 – Michael Mansson, 72, svensk skådespelare och koreograf
- 2013 – Inge Lønning, 75, norsk teolog och politiker
- 2014
  - Lil Yunkers, 100, svensk sångare, skådespelare, journalist, författare och översättare
  - Aleksandr Muzytjko, 51, ukrainsk ultranationalistisk ledare
- 2015
  - Yehuda Avner, 86, israelisk diplomat
  - Oleg Bryjak, 54, kazakisk-tysk operasångare
  - Maria Radner, 33, tysk operasångare
  - Margaretha Meyerson, 84, svensk skådespelare och sångare
- 2016 – Garry Shandling, 66, amerikansk komiker
- 2018 – José Antonio Abreu, 78, venezuelansk musiker, kompositör och politiker
- 2020 – Albert Uderzo, 92, fransk tecknare, skapare av seriefiguren Asterix
- 2022 – Dagny Carlsson, 109, Sveriges och kanske världens äldsta bloggare
- 2023 – Gordon E. Moore, 94, amerikansk företagare